# Malachiini
Tribu
Les Malachiini sont une tribu d'insectes coléoptères de la famille des Melyridae et de la sous-famille des Malachiinae.

## Sous-tribus
Apalochrina - Attalina - Colotina - Ebaeina - Ilopina - Malachiina - Troglopina

## Genres
Ablechrus - Anthocomus - Anthomalachius - Attalus - Attalusinus - Axinotarsus - Brachemys - Brachyattalus - Callotroglops - Collops - Cephalogonia - Cephaloncus - Cerapheles - Ceratistes - Charopus - Clanoptilus - Condylops - Cordylepherus - Cyrtosus - Ebaeus - Endeodes - Fortunatius - Haplomalachius - Hypebaeus - Ifnidius - Laius - Macrotrichopherus - Malachiomimus - Malachius - Micrinus - Microlipus - Nepachys - Nodopus - Paratinus - Pelochrus - Planesiella - Protoapalochrus - Psiloderes - Sphinginus - Tanaops - Temnopsophus - Transvestitus - Troglops - Trophinus